# Papa Roach
Papa Roach er et amerikansk alternativ, punk, rock og metal-band stiftet i 1993. De slog igennem i 2000 med sangen "Last Resort", og har siden opnået platin. Gruppen består af Jacoby Shaddix som frontmand, Jerry Horton som guitarist, Tobin Esperance som bassist og Tony Palermo på trommer.

## Historie
Papa Roach blev dannet i 1993 af Jacoby Shaddix og David Buckner i Vacaville, USA. Jacoby vidste at han enten ville være rockstjerne eller kok, og David at han enten ville noget med kunst eller musik. I 1993 skiftede de Luther ud med Jerry Horton, der havde hørt om bandet gennem en ekskæreste. De øvede dagligt i op til fem timer ad gangen, i Buckners garage. Navnet Papa Roach stammer fra Jacobys onkel (hans efternavn er Roatch), og delvist fra kakerlakken (på engelsk cockroach).
Det første album blev indspillet i 1994. Det havde syv numre og gik under navnet Potatoes for Christmas. Hele bandet kunne deltage, undtaget Buckner, der var i Seattle for at studere kunst. Han blev midlertidigt erstattet af Ryan Brown. Albummet blev solgt for 5 USD ved deres shows. I 1995 optog de Caca Bonita – en mindre optagelse med kun to numre. Bandet vidste at de blev nødt til at tage nogle vigtige beslutninger for at nå det næste niveau. De vidste at de måtte have fat i en manager, og til dette hyrede de Bret Bair i 1996. Men de besluttede også at Will James måtte forlade bandet, da han hver sommer forhindrede bandet i at spille, fordi han skulle på en lejr med kirken. Deres roadie Tobin Esperance, der allerede havde erstattet James før, blev bandets nye bassist.
Med deres nye bassist indspillede de i 1996 det første fuldlængdealbum Old Friends From Young Years. Det kostede dem 700 USD at indspille, og det blev sponseret af Tobins far. Sangene blev bl.a. spillet på lokale radiostationer. De var også supportband for bl.a. Powerman 5000. I 1998 indspillede de 5 Tracks Deep, der solgte mere end 1.000 eksemplarer i den første måned. I 1999 udkom Let 'Em Know, og Dreamworks fik øjnene op for Papa Roach. Bandmedlemmerne opsagde deres almindelige jobs, og underskrev pladekontrakt med Dreamworks.
Albummet Infest fra 1999 vandt tre gange platin, "Last Resort" hittede på verdensplan. Infest solgte 30.000 eksemplarer alene i den første uge. Bandet blev alligevel næsten opløst under Europa-touren i 2001. Den indbyrdes kemi var problematisk, og flere shows gik ikke som planlagt. De besluttede at afslutte touren, efter Jacoby var tæt på at blive stukket ned i Danmark. Men blot nogle uger senere vendte de tilbage. I 2002 udkom lovehatetragedy. Bortset fra "She Loves Me Not", blev albummet ikke betragtes som en succes.
I 2004 udgav bandet Getting Away With Murder, og albummet betragtes som en genopstandelse i forhold til lovehatetragedy. Især det nummeret "Scars" hittede på blandt andet MTV. Scars blev senere genindspillet i en akustisk udgave.
I 2006 udgav de albummet The Paramour Sessions, der indeholdte "... To Be Loved", "Forever" og "Reckless". Der var kun indspillet en musikvideo til "... To Be Loved" og "Forever", men de har lavet webclip til "Reckless", "Time is Running Out" og "Forever".
Den 28. januar 2008 offentliggjorde Jacoby på Papa Roachs MySpace-profil, at David Buckner forlod bandet som trommeslager, for at få styr på sit liv.
Den 24. marts 2009 udkom Metamorphosis – det femte officielle studiealbum. Albummet skulle oprindeligt hedde Days of War, Nights of Love.
Albummet Time For Annihilation blev udgivet 31. august 2010 med fem nye sange og ni liveoptrædener.
Bandets næste album bliver udgivet 17. januar 2015 (F.E.A.R.)

## Medlemmer
| - Jacoby Shaddix - Jerry Horton - Tobin Esperance - Tony Palermo | - David Buckner - Will James - Ben Luther - Ryan Brown |

## Diskografi
| - Potatoes for Christmas (1994) - Old Friends From Young Years (1997) - 5 Tracks Deep (1998) - Let 'Em Know (1999) - Infest (2000) - Lovehatetragedy (2002) - Getting Away With Murder (2004) - Live & Murderous in Chicago (2005) | - The Paramour Sessions (2006) - Metamorphosis (2009) - Time For Annihilation (2010) - The Connection (2012) - F.E.A.R (2015) - Crooked Teeth (2017) - Who Do You Trust? (2019) |